# Schoenchen
Schoenchen és una població dels Estats Units a l'estat de Kansas. Segons el cens del 2000 tenia 214 habitants.

## Demografia
Segons el cens del 2000, Schoenchen tenia 214 habitants, 78 habitatges, i 60 famílies. La densitat de població era de 751,1 habitants/km².
Dels 78 habitatges en un 46,2% hi vivien nens de menys de 18 anys, en un 66,7% hi vivien parelles casades, en un 7,7% dones solteres, i en un 21,8% no eren unitats familiars. En el 16,7% dels habitatges hi vivien persones soles el 6,4% de les quals corresponia a persones de 65 anys o més que vivien soles. El nombre mitjà de persones vivint en cada habitatge era de 2,74 i el nombre mitjà de persones que vivien en cada família era de 3,07.
Per edats la població es repartia de la següent manera: un 29% tenia menys de 18 anys, un 7,5% entre 18 i 24, un 29% entre 25 i 44, un 23,8% de 45 a 60 i un 10,7% 65 anys o més.
L'edat mediana era de 37 anys. Per cada 100 dones de 18 o més anys hi havia 108,2 homes.
La renda mediana per habitatge era de 38.125 $ i la renda mediana per família de 42.321 $. Els homes tenien una renda mediana de 30.089 $ mentre que les dones 20.469 $. La renda per capita de la població era de 15.768 $. Entorn de l'1,7% de les famílies i el 3% de la població estaven per davall del llindar de pobresa.

## Poblacions més properes
El següent diagrama mostra les poblacions més properes.